# IAS 2: Stocuri
IAS 2: Stocuri este un Standard Internațional de Raportare Financiară produs și distribuit de International Accounting Standards Board (IASB) cu scopul de a descrie principiile referitoare la evaluarea și clasificarea stocurilor.

## Principii
IAS 2 definește stocurile ca fiind active care:
- (a) sunt deținute în vederea vânzării în cadrul desfășurării normale a activității,
- (b) se află în procesul producției în vederea vânzării în cadrul desfășurării normale a activității,
- (c) sunt materiale care vor fi consumate în procesul producției sau prestării de servicii.

IAS 2 prevede ca acele active care sunt considerate stocuri să fie înregistrate în contabilitate la valoarea cea mai mică dintre cost și valoarea realizabilă netă. Costul include nu numai costul de achiziție ci și costurile de conversie, care reprezintă costurile realizate pentru aducerea stocurilor în starea și locația prezentă, ca de exemplu forța de munca directă. IAS 2 de asemenea permite capitalizarea cheltuielilor de producție indirecte (variabile si fixe)cu condiția alocării cheltuielilor de producție fixe pe o bază sistematică și coerentă în raport cu nivelul normal de producție. În cazul în care producția este mai mică decât în mod obișnuit, cheltuielile de producție fixe în exces trebuie prezentate ca și cheltuieli, nefiind capitalizate. În cazul opus, atunci când producția este anormal de mare, cheltuielile de producție fixe alocate pe unitate trebuie micșorate, astfel încât să nu se supraevalueze stocurile.
În cazul în care din același proces rezultă mai multe produse, de exemplu un produs principal și unul secundar, atunci când costurile nu sunt complet separate, ele trebuie alocate “pe o bază coerentă și raționala”, de exemplu bazat pe valoarea de piață a fiecărei unități de produs de indată ce produsele respective devin separate.
IAS 2 nu permite capitalizarea:
- (a)	cheltuielilor legate de pierderi anormale,
- (b)	cheltuielilor de depozitare atunci când nu sunt parte a procesului de producție,
- (c)	cheltuielilor administrative,
- (d)	cheltuielilor de vânzare.

IAS 2 permite doua metode de calcul al costului: tehnica standard și tehnica cu amănuntul. Tehnica standard prevede ca stocurile sa fie evaluate la costul standard al fiecărei unități; adică, costul normal pe unitate la nivelul normal de producție și eficiență. Tehnica cu amănuntul evaluează stocul scăzând marja brută de profit din valoarea de vânzare.
Atunci când articolele de stoc nu sunt în mod obișnuit inter-schimbabile sau atunci când anumite articole sunt alocate unor proiecte specifice, pentru aceste articole de stoc trebuie identificate și alocate individual cheltuielile specifice.
IAS 2 prevede utilizarea metodei FIFO (Primul intrat, primul ieșit) conform căreia stocurile cele mai vechi sunt considerate ca fiind utilizate primele, astfel încât stocurile existente la data bilanțului să fie evaluate la cel mai recent preț. Ca alternativă, stocurile pot fi evaluate pe baza metodei costului mediu ponderat.
Așa cum s-a precizat, stocurile trebuie să fie evaluate la valoarea cea mai mică dintre cost si valorea realizabilă netă. Atunci când valoarea realizabilă netă scade sub cost, pierderea trebuie recunoscută ca și cheltuială în perioada în care s-a produs scăderea valorii.